# Oxypoda induta
Oxypoda induta är en skalbaggsart som beskrevs av Étienne Mulsant och Claudius Rey 1861. Oxypoda induta ingår i släktet Oxypoda, och familjen kortvingar. Arten har ej påträffats i Sverige.